# Brigada 2 Infanterie Motorizată „Ștefan Cel Mare” (Republica Moldova)
Brigada 2 Infanterie Motorizată „Ștefan Cel Mare” este o unitate militară de elită din cadrul Forțelor Terestre ale Armatei Naționale a Republicii Moldova, dislocată la Chișinău. Brigada nr. 2 Infanterie Motorizată „Ștefan Cel Mare” a depus jurământul de credință Republicii Moldova și poporului său la 16 octombrie 1992. A fost formată din fostele unități sovietice din Chișinău. 